# Lázár László (újságíró)
Lázár László, eredetileg Lázár Jakab (Marosvásárhely, 1936. július 30. – Marosvásárhely, 1995. február 11.) erdélyi magyar újságíró, szerkesztő, kritikus.

## Életútja
Középiskolát szülővárosában a Bolyai Farkas Líceumban végzett (1953), a Bolyai Tudományegyetem történelem szakán középiskolai tanári diplomát szerzett (1957).
Az Előre újságírója, majd az Ifjúmunkás, 1989-től a Bukarestben megjelenő Ifi Fórum irodalmi-művészeti mellékleteinek szerkesztője.